# Dumas (Mississipi)
Dumas és una població dels Estats Units a l'estat de Mississipi. Segons el cens del 2000 tenia 452 habitants.

## Demografia
Segons el cens del 2000, Dumas tenia 452 habitants, 181 habitatges, i 133 famílies. La densitat de població era de 44,7 habitants per km².
Dels 181 habitatges en un 34,3% hi vivien nens de menys de 18 anys, en un 63% hi vivien parelles casades, en un 7,7% dones solteres, i en un 26% no eren unitats familiars. En el 24,3% dels habitatges hi vivien persones soles l'11% de les quals corresponia a persones de 65 anys o més que vivien soles. El nombre mitjà de persones vivint en cada habitatge era de 2,5 i el nombre mitjà de persones que vivien en cada família era de 2,99.
Per edats la població es repartia de la següent manera: un 25,4% tenia menys de 18 anys, un 8,2% entre 18 i 24, un 29,2% entre 25 i 44, un 24,8% de 45 a 60 i un 12,4% 65 anys o més.
L'edat mediana era de 36 anys. Per cada 100 dones de 18 o més anys hi havia 103 homes.
La renda mediana per habitatge era de 32.250 $ i la renda mediana per família de 40.391 $. Els homes tenien una renda mediana de 30.179 $ mentre que les dones 20.341 $. La renda per capita de la població era de 13.121 $. Entorn del 13% de les famílies i el 14% de la població estaven per davall del llindar de pobresa.

## Poblacions més properes
El següent diagrama mostra les poblacions més properes.